# Apogonia rugifrons
Apogonia rugifrons är en skalbaggsart som beskrevs av Moser 1913. Apogonia rugifrons ingår i släktet Apogonia och familjen Melolonthidae. Inga underarter finns listade i Catalogue of Life.